# 維什涅韋 (里普基區)
51°46′10″N 31°13′7″E / 51.76944°N 31.21861°E
維什涅韋（烏克蘭語：Вишневе），是烏克蘭北部的村莊，隸屬切爾尼希夫州的切爾尼希夫區。該村始建於1727年，面積2.28平方公里，海拔高度133米，2001年人口547，人口密度每平方公里239.91人。